# Brent Rahim
Brent Rahim (Diego Martin, 8 agosto 1978) è un ex calciatore trinidadiano, di ruolo centrocampista.

## Carriera

### Club
Ha giocato nel campionato americano, trinidadiano, inglese, bulgaro e svedese.

### Nazionale
Tra il 2000 e il 2005 ha collezionato 49 presenze e tre reti, partecipando inoltre a tre edizioni della Gold Cup.